# Hayunga Carman
Bertram Hayunga Carman (* 22. Februar 1875 in Morrisburg, Ontario; † 6. Juni 1965 in Toronto) war ein kanadischer Musikpädagoge.

## Werdegang
Carman studierte in Toronto bei J. D. A. Tripp, in London, wo ihm York Bowen seine Second Suite widmete, bei Tobias Matthai und schließlich bei Isabelle Vengerova und Xaver Scharwenka. 1910 kehrte er nach Kanada zurück und begann, am Toronto Conservatory zu unterrichten. In den folgenden 47 Jahre bis zu seinem Ruhestand galt er als einer der besten Klavierlehrer Kanadas. Zu seinen Schülern zählten u. a. Edna Baggs, George Haddad, Bruce Harding, Patricia Blomfield Holt, Margaret Ann Ireland, Muriel Kilby, Patricia Perrin Krueger, Percival Price, Mary Syme und Gordon Wallis.

## Quelle
- Hayunga Carman. In:  Encyclopedia of Music in Canada. herausgegeben von The Canadian Encyclopedia (englisch, französisch).